# Vindkraft i Nederländerna
Vindkraften i Nederländerna har en lång historia. Väderkvarnen ses ofta som en symbol för landet. De första började användas under 1200-talet och under 1800-talet fanns det omkring 9 000 väderkvarnar i landet. Sedan dess har dess antal minskat, men det finns fortfarande omkring 1 200 kvar. Till dessa hör världsarvet Kinderdijk. Väderkvarnarna användes först till att mala spannmål, men kom senare även att bli viktiga för att hålla poldrarna vattenfria.
Det fanns 323 vindturbiner som producerade el 1990. Dessa hade totalt en installerad effekt på 50 MW. Sedan dess har sektorn växt kontinuerligt i relativt snabb takt så att den installerade effekten 2023 var drygt 11 GW och produktionen närmare 30 TWh. 
Potentialen är störst i Nordsjön och i kustnära områden. Då Nordsjön är relativt grund finns goda möjligheter att anlägga havsbaserad vindkraft. Den havsbaserade vindkraften står med 4,748 GW för något under hälften av den totalt installerade effekten.